# قشقابلاغ
قشقابلاغ،
قشقابلاغ . [ق َ ب ُ] (اِخ) دهی است از دهستان فیرورق بخش حومهٔ شهرستان خوی واقع در ۲۰۵۰۰ گزی جنوب باختری خوی و ۶۵۰۰ گزی شمال ارابه رو خوی به قطور. موقع جغرافیایی آن دره و هوای آن سردسیری سالم و سکنهٔ آن ۱۰۳ تن است. آب آن از چشمه و محصول آن غلات و کدو و شغل اهالی زراعت و گله داری و صنایع دستی زنان جاجیم بافی است. راه مالرو دارد.

## جمعیت
این روستا در دهستان فیرورق قرار داشته و بر اساس سرشماری سال ۱۳۸۵ جمعیت آن ۳۷۵ نفر (۶۷ خانوار)
بوده‌است.